# 特捜最前線のエピソード一覧 (第1話 - 第104話)
特捜最前線のエピソード一覧（とくそうさいぜんせんのエピソードいちらん）は全国テレビ朝日系列で放送された『特捜最前線』の放送タイトルを綴ったものである。本項目では全509話のうち、1977年4月6日から1979年3月28日まで放送された第1話から第104話までを記述する。
以降の放送分は下記のページを参照のこと。
- 特捜最前線のエピソード一覧 (第105話 - 第216話)

- 特捜最前線のエピソード一覧 (第217話 - 第328話)
- 特捜最前線のエピソード一覧 (第329話 - 第435話)
- 特捜最前線のエピソード一覧 (第436話 - 第509話)

| 話数 | 放送日       | サブタイトル                        | 脚本              | 監督       | ゲスト | 備考                                                                                            |
| ---- | ------------ | ----------------------------------- | ----------------- | ---------- | --- | ----------------------------------------------------------------------------------------------- |
| 1    | 1977年4月6日 | 愛の十字架                          | 宗方寿郎          | 永野靖忠   | 中村竹弥｜斉藤美和、松木聖｜槇葉子、山田光一、河野洋子、夏木章｜中沢逸人、幸英二、森加津枝、江藤昭之｜大谷元秀、小山昌幸、菊地太、小林清、前田敬｜野道美生、池永惣一／森山周一郎(ナレーター)、三島一夫(擬斗)｜殿山泰司、志賀勝｜岡田英次 | 脚本の宗方寿郎は石松愛弘の別名義。第6話、第9話も同。                                            |
| 2    | 4月13日      | 故郷へ愛をこめて                    | 今村文人          | 村山新治   | 織田あきら｜伊佐山ひろ子｜相馬剛三、女屋美和子｜小野田巧、松本敏男、藤竹修、槙葉子｜佐川二郎、田中忠義、伊藤慶子、大栗正史｜森山周一郎(ナレーター)／菊地兼光(民謡指導)、三島一夫(擬斗)｜寺田農 |                                                                                                 |
| 3    | 4月20日      | 禁じられた愛の詩                    | 須崎勝弥          | 永野靖忠   | 夏夕介｜津山登志子、志摩みず恵｜水村泰三、長浜藤夫、槇葉子、仙波和之、大東梁佶、平井一幸、渡辺啓二、木村修、福永幸男、鵜川貴範／森山周一郎(ナレーター)｜北原義郎、松平純子 | 148話より叶旬一刑事としてレギュラー出演となる、夏夕介初登場回。                                 |
| 4    | 4月27日      | 愛と炎の街                          | 江連卓            | 長谷部安春 | 若尾哲平｜嶋めぐみ、上田かおり｜山下勝也、佐藤巧、槇葉子、三川雄三、宮沢康、石黒正男、松尾文人、浅見小四郎、北原利夫、大家博、池上明治、榎本英一、長谷川孝、菅原千明／森山周一郎(ナレーター)｜山本勝、岸野小百合 |                                                                                                 |
| 5    | 5月4日       | 行方不明の愛                        | 橋本綾            | 島崎喜美男 | 宮本信子｜鷲尾真知子｜小林勝也、江幡高志、西川敬三郎、岩城力也、小倉雄三、槇葉子、永谷悟一、喜多操、山本相時／森山周一郎(ナレーター) |                                                                                                 |
| 6    | 5月11日      | 私の愛の墓標                        | 宗方寿郎          | 野田幸男   | 二宮さよ子｜志摩みず恵、高橋英郎、河合絃司、福岡正剛、中島元、山本武、藤田宗久、槇葉子、宍戸真由美、貝之瀬一夫、正村隆治、小林英樹、池田恭子、山形政彦、寒川蔵雄、高橋成子、根本節子、富岡淳子｜松平純子／森山周一郎(ナレーター) |                                                                                                 |
| 7    | 5月18日      | 愛の刑事魂                          | 長坂秀佳          | 村山三男   | 北林早苗｜辻萬長、沢井孝子｜岡部正純、辻伊万里、槙葉子｜飯島ひろみ、大村千吉、泉きよこ｜森康子、佐藤吉蔵、高橋晴雄、横山繁｜渡辺義文、田口和政／森山周一郎(ナレーター)｜谷村昌彦 | メインライター・長坂秀佳の初エピソード。                                                        |
| 8    | 5月25日      | 愛と復讐の銃弾                      | 吉田義昭          | 村山新治   | 睦五郎｜平野康、戸部夕子｜志摩みずえ、世樹まゆ子、松川純子、槇葉子、山田光一、山浦栄、池上明治、吉岡幸造、村松美枝子、松井範雄、加藤高子、前田啓、徳田雅之／森山周一郎(ナレーター)｜守屋俊志、橋爪功 |                                                                                                 |
| 9    | 6月1日       | 絶唱!愛と転落の女                   | 宗方寿郎          | 永野靖忠   | 木下清｜南麻衣子｜佐古正人、槇葉子、大谷朗｜久保田鉄男、赤石富和、市川清美、見原寿恵子｜中田博久／森山周一郎(ナレーター)｜左とん平(友情出演)｜神田隆 |                                                                                                 |
| 10   | 6月8日       | 母・その愛の標的                    | 今村文人          | 野田幸男   | 中村玉緒｜立花直樹、山口智子｜森幹太、柄沢英二、司千四郎｜滝川潤、槇葉子、若尾義昭、佐々木敏｜菊地太、ウィリー・ドーシー、沢木慶瑞、高野隆志｜溜健二、山本洋子、大谷元秀、佐野美智子｜佐藤幸二、寒川蔵雄、前田啓／森山周一郎(ナレーター)｜松平純子、長浜藤夫｜岡田英次                                                                                   |                                                                                                 |
| 11   | 6月15日      | 傷だらけの兄弟愛                    | 押川国秋          | 野田幸男   | 川代家継｜折原真紀｜頭師孝雄、槇葉子｜奥野匡、松風はる美｜団巌、大谷真澄｜木田三千雄／森山周一郎(ナレーター) |                                                                                                 |
| 12   | 6月22日      | 地獄に墜ちる愛                      | 江連卓            | 松島稔     | ジャネット八田｜野村けい子、多宮健二｜平野稔、有田麻里、富志沢牧子｜夏木章、土屋靖雄、佐竹一男、槇葉子、和田周、田川勝雄、大下真司、佐川二郎、小甲登志枝、美原亮三、富岡晋、倉本裕宣子、浅野理恵、今市陽一、戸塚晴美／森山周一郎(ナレーター) |                                                                                                 |
| 13   | 6月29日      | 愛・弾丸・哀                        | 館野彰 佐藤肇     | 佐藤肇     | 石橋蓮司｜松平純子、牧美智子｜河合絃司、相馬剛三、古関八州夫｜松尾文人、久地明、木村修、五野上力｜高野隆志、比良元高、槙葉子、平井一幸｜生江和夫、成瀬静江、大久保純／森山周一郎(ナレーター)｜三谷昇｜中北千枝子 |                                                                                                 |
| 14   | 7月6日       | 過去を撃つ女                        | 井口信吾 佐藤肇   | 佐藤肇     | 神太郎、泉晶子、中井啓輔、三木敏彦、森みつる、宗近晴見、春江ふかみ、三川雄三、滝沢双、仲塚康介、池上明治、安達元春｜謝秀容、寺西光則、前田啓 | 児玉婦警最終出演。                                                                              |
| 15   | 7月13日      | 目撃 ある人妻の証言                 | 押川国秋          | 野田幸男   | 有川博｜高林由紀子｜中庸介、小笠原弘｜藤山律子、久遠利三、上野綾子｜鵜川貴範、永谷悟一、江口知明｜小林広、安保由貴子／森山周一郎(ナレーター)｜高城淳一、福岡正剛 |                                                                                                 |
| 16   | 7月20日      | 悲曲・断崖の女                      | 須崎勝弥          | 野田幸男   | 本郷直樹｜井原千寿子｜西川敬三郎、丹羽たかね、五藤雅博、日夏紗斗子、山田禅二、田村元、山本緑、高松政雄、伊藤正博、佐藤巧、上林恭子、榎本英一、村松美枝子、佐々木栄子、小林満喜子、浅川かがり／森山周一郎(ナレーター) | 玉井婦警着任。                                                                                  |
| 17   | 7月27日      | 爆破60分前の女                      | 長坂秀佳          | 佐藤肇     | 田辺進三、桂木梨江｜西島明彦、打田康比古｜宍戸久一郎、松尾文人｜山本武、小松のりゆき、鈴木誠一｜松平純子／森山周一郎(ナレーター)｜日夏紗斗子／高瀬将敏(擬斗)｜久富惟晴 |                                                                                                 |
| 18   | 8月3日       | 硝煙のなかに立つ女                  | 江連卓            | 天野利彦   | 鳥居恵子｜吉田次昭｜滝波錦司、山本相時、貝之瀬一夫、横山繁｜大坪絹子、南健、古賀比呂志、高樹公男｜山本昌平／森山周一郎(ナレーター)｜浜田ゆう子、日夏紗斗子 |                                                                                                 |
| 19   | 8月10日      | 亜矢子 十七才の哀歌                 | 本田英郎          | 村山新治   | 林寛子｜岩本多代｜長尾深雪、唐沢民賢、中村武己、田川勝雄、小山勤、磯敏也、北都智和、今市陽一、阿部義男｜日夏紗斗子／森山周一郎(ナレーター)｜浦辺粂子／高瀬将敏(技斗)｜荻島真一 |                                                                                                 |
| 20   | 8月17日      | 刑事を愛した女                      | 塙五郎            | 村山新治   | 山口いずみ｜片桐竜次、溝口舜亮｜波多野憲、日夏紗斗子、杉義一｜片山滉、山田光一、永谷悟一｜山浦栄、藤竹修、槙ひろ子、久米冬太｜河野洋子、美原亮三、長谷川孝／高瀬将敏(擬斗)｜村田知栄子｜大森義夫、幸田宗丸／森山周一郎(ナレーター)｜松平純子、梅津栄｜岸田森                                                                                             |                                                                                                 |
| 21   | 8月24日      | 胡蝶の舞の女                        | 江連卓            | 村山三男   | 森次晃嗣｜永野裕紀子、木村理恵｜中台祥浩、益富信孝、上杉二美、福岡康裕、青木明子｜平泉征／高瀬将敏(技斗)｜日夏紗斗子／森山周一郎(ナレーター)｜東郷晴子、早川雄三｜伊沢一郎 |                                                                                                 |
| 22   | 8月31日      | 標的 ある女の情炎                   | 今村文人          | 村山三男   | 篠ヒロコ｜和崎俊哉｜真山譲次、剣持伴紀｜きくち英一、岸井あや子、大原百代、仲塚康介、大阪憲、菊地太、小山勤、榎本武士、前田敬、相曽淳之助、市川清美、永沢日和、角所勉｜須藤健／高瀬将敏(技斗)｜高野真二／森山周一郎(ナレーター)｜根上淳 |                                                                                                 |
| 23   | 9月7日       | 女と刑事の子守歌                    | 塙五郎            | 天野利彦   | 赤座美代子｜松木路子、郡司幸子、謝秀容、神谷正夫、小甲登枝恵、高松政雄、八百原寿子、高野隆志、和田みずほ、生江和夫、大館光信、松平純子、高杉玄、黒部進／森山周一郎(ナレーター) |                                                                                                 |
| 24   | 9月14日      | 金沢・さすらいの女ひとり            | 江連卓            | 松島稔     | 黒沢のり子｜司千四郎、椎谷建治｜皆川明男、大竹まこと、佐藤巧、小野正隆、今野清志、今市洋一、小野哲郎｜轟謙二、江幡高志｜川合伸旺 |                                                                                                 |
| 25   | 9月21日      | 北陸路 七年後の女                   | 長坂秀佳          | 松島稔     | 大和田伸也｜世樹まゆ子｜轟謙二、山田禅二、夏木章｜泉晶子、山岡徹也 |                                                                                                 |
| 26   | 9月28日      | 娘よ!父の罪を赦せ                   | 江里明            | 村山新治   | 桑山正一｜春日磨美、秋元羊介、中条郷子、田川勝雄、日向亜希、伊藤慶子、永井正、佐川二郎、池田恭子、大館光信、松平純子｜久富惟晴 |                                                                                                 |
| 27   | 10月5日      | 跳弾 その愛のゆくえ                 | 武末勝            | 井上梅次   | 大関優子｜立花直樹、北町嘉朗、森大河、鮎川浩、市村昌治、相馬剛三、浅見小四郎、F・ボサード、仲塚康介、岡本敏明、羽根清治、大家博｜柳生博｜田中浩／森山周一郎(ナレーター)｜南原宏治 |                                                                                                 |
| 28   | 10月12日     | 恐喝 にせ女子大生日記               | 江連卓            | 天野利彦   | 三浦リカ｜吉岡ひとみ、町田政則、大谷進、伊藤正博、進藤幸、本多洋子、神田正夫、藤竹修、佐々木務、杉まゆみ、荒瀬寛樹、市川清美、戸塚晴美、高橋和恵｜奥野匡、外野村晋｜牧美智子／森山周一郎(ナレーター)｜池田鴻、利根はる恵 |                                                                                                 |
| 29   | 10月19日     | プルトニウム爆弾が消えた街          | 長坂秀佳          | 佐藤肇     | 西田健｜新海百合子｜津村隆、日夏紗斗子｜藤田宗久、船水俊宏、滝波錦司｜松尾文人、野本博、坂本由英、榎本英一｜八百原寿子、寒川蔵雄、吉沢勝、伊藤平、飯沼忠司｜相曽淳之助、中尾繁、蔵田英樹／高瀬将敏(技斗)｜滝田裕介｜中村伸郎／森山周一郎(ナレーター)｜山内明                                                                                             |                                                                                                 |
| 30   | 10月26日     | 核爆発80秒前のロザリオ              | 長坂秀佳          | 佐藤肇     | 西田健｜新海百合子｜本田博太郎、日夏紗斗子｜寒川蔵雄、吉沢勝、大谷元秀｜森山周一郎(ナレーター)、高瀬将敏(技斗)｜中村伸郎｜山内明 |                                                                                                 |
| 31   | 11月2日      | 浅草 愛と逃亡の街                   | 古田求            | 村山三男   | 夏夕介｜服部妙子｜川崎あかね、沖田駿一｜鈴木和夫、大和田進、宮地賢心、大阪憲、岡直也、松平寛｜杉義一／森山周一郎(ナレーター)｜今井健二 |                                                                                                 |
| 32   | 11月9日      | 殉職・涙と怒りの花一輪              | 井口信吾          | 野田幸男   | 真夏竜｜竹井みどり｜片桐竜次、椎谷健治、河合絃司｜堀勉、高野隆志、佐川二郎｜伊藤正博、村松美枝子、鳥井真弓／高瀬将敏(技斗)｜橘麻紀、日夏紗斗子／森山周一郎(ナレーター)｜近藤宏、幸田宗丸｜月丘千秋 |                                                                                                 |
| 33   | 11月16日     | 虐殺・父に捧げる挽歌                | 林強生            | 野田幸男   | 垂水悟郎｜三浦真弓｜丹古母鬼馬二、南祐輔｜石井宏明、永井譲滋、岩城和男、中西良太、樋口マキ、伊藤慶子、山浦栄、河合進、アレキサンダー・イーズリー、高山良一、牧京子、市川悦子｜高城淳一 |                                                                                                 |
| 34   | 11月23日     | コルト22口径の沈黙                  | 塙五郎            | 村山新治   | 林ゆたか｜沢木慶瑞、原田力｜相馬剛三、佐々木敏、木村修、山浦栄、大谷真澄、荒瀬寛樹、佐々木務、小野田直正、高野健造、松平純子｜風見章子 |                                                                                                 |
| 35   | 11月30日     | 乳児誘拐・消えた女の顔              | 橋本綾            | 村山新治   | 松本留美｜阪上和子、沢井孝子、小林千枝、藤山律子、有田麻里、坂口進也、岩倉高子、城野頼子、山本武｜戸田春子、花原照子｜峰岸徹 |                                                                                                 |
| 36   | 12月7日      | 傷痕・夜明けに叫ぶ男                | 長坂秀佳          | 松尾昭典   | 加藤嘉｜平泉征｜若尾義昭、大坪日出代｜西沢武夫、高野隆志、佐川二郎｜小山由紀、大栗正史／高瀬将敏(技斗)｜佐々木孝丸｜日夏紗斗子／森山周一郎(ナレーター)｜小林昭二 |                                                                                                 |
| 37   | 12月14日     | 犯罪都市・ 25時の慕情               | 江連卓            | 松尾昭典   | 川津祐介｜鳥居恵子｜奥村公延、関山耕司、デビッド・フリードマン｜大竹まこと、高村ルナ、中島元、ユセフ・オスマン｜戸塚晴美、今市陽一、八百原寿子、美原亮三｜水品昌子、永井正、小山昌幸／高瀬将敏(技斗)｜深江章喜｜松平純子、日夏紗斗子／森山周一郎(ナレーター)｜亀石征一郎                                                                                 |                                                                                                 |
| 38   | 12月21日     | バスジャック・ 光なき娘へのハレルヤ | 大野武雄          | 天野利彦   | 柴田侊彦｜津山登志子｜山田きよし、田川勝雄、山本緑、田中忠義、塚越芳明、町将司、杉山順子、池内優子、池田鴻｜小坂一也 |                                                                                                 |
| 39   | 12月28日     | 密告・ コーヒージャック!            | 松本功            | 野田幸男   | 寺泉哲章｜市地洋子｜田中幸四郎、竹内靖、溜健二、木村修、寒川蔵雄、福岡康裕、木村正一、新井崇子｜蟹江敬三｜玉川伊佐男 |                                                                                                 |
| 40   | 1978年1月4日 | 初指令・ 北北東へ急行せよ!          | 須崎勝弥          | 村山新治   | 上村香子｜横光克彦｜永野裕紀子｜山田禅二、長田恒義、山田光一、郡司幸子｜石井ひとみ、高野隆志、木村修、佐川二郎｜山浦栄、吉宮真一、田口和政、岸川洋美／高瀬将敏(技斗)｜日夏紗斗子／森山周一郎(ナレーター)｜松木路子、中田博久｜風見章子 |                                                                                                 |
| 41   | 1月11日      | シクラメンは見ていた!               | 押川国秋          | 井上梅次   | 山口あきら、佐竹一男｜岡本ひろみ、長克巳、柿沼大介、坪田直子、永谷悟一、鳥井助国、菊地太、五ノ上力、小甲登枝恵、城戸妙子、佐々木務、伊東平、佐々木功、吉田照義、落合吉晴、山岡徹也、溝口舜亮、久保幸一｜北林谷栄 |                                                                                                 |
| 42   | 1月18日      | Gメン・ 波止場に消ゆ!               | 井口真吾          | 天野利彦   | 川地民夫｜藤山律子｜小林稔侍、方上江麻｜堀礼文、弘松三郎、桐原史雄｜団巌、溜健二、永野佐武郎、高樹公夫｜阿部義男、熱田武広／高瀬将敏(技斗)｜日夏紗斗子／森山周一郎(ナレーター)｜江角英明｜田中明夫 |                                                                                                 |
| 43   | 1月25日      | 通り魔・ 長距離ランナーを追え!      | 江連卓            | 佐藤肇     | 佐藤仁哉｜竹井みどり｜池上明治、松尾文人、伊藤慶子、野村光絵、岸川洋美、市川悦子、森田美友紀、倉持恵子、T・ゲライエ、謝秀容、大八木まゆみ、藤田ひろみ、田戸岡明、石井勇、山本直子、武内亨／高瀬将敏(技斗)｜石山律雄／森山周一郎(ナレーター) |                                                                                                 |
| 44   | 2月1日       | 非情の罠・ 金、女、賭博!?           | 長坂秀佳          | 村山新治   | 相川圭子、斉藤真｜大江徹、益富信孝、松風はる美、有田麻里、森祐介、伊藤慶子、木村修、山田貴光、村松美枝子｜横森久｜児玉謙次、日夏紗斗子／森山周一郎(ナレーター)｜大村文武｜川合伸旺 |                                                                                                 |
| 45   | 2月8日       | 蒸発・ 記憶をデッサンする女         | 武末勝            | 天野利彦   | 水原ゆう紀｜水乃麻希、岩城力也、大東梁佶｜田川勝雄、ブライアン・ヘジャー、大下真司、仲塚康介｜池上明治、浦山紀子、村井茂子／高瀬将敏(技斗)｜滝田裕介｜花岡菊子、日夏紗斗子／森山周一郎(ナレーター)｜松平純子、富田仲次郎｜津田亜矢子｜杉江廣太郎 |                                                                                                 |
| 46   | 2月15日      | 判決・ 私を売った女!                | 本田英郎          | 佐藤肇     | 赤座美代子｜山本清、山ノ内真理子、小池栄｜小美野欣二、立小路準、小甲登枝恵、寒川蔵雄、生江和夫、満仲志保、南健、小野田直正、熊沢一美｜細川俊夫｜三木敏彦／森山周一郎(ナレーター)｜森塚敏｜永井智雄 |                                                                                                 |
| 47   | 2月22日      | 射殺魔・ 20歳のメモリー!            | 橋本綾            | 野田幸男   | 三浦リカ｜野呂圭介、石森武雄｜相馬剛三、田川勝雄、榎本英一、高橋志麻子、八百原寿子、大家博、永井正、吉田照義、永野佐武郎、細谷有喜子｜斉藤美和｜日夏紗斗子／森山周一郎(ナレーター)｜水村泰三、纓片達雄｜村田知栄子 |                                                                                                 |
| 48   | 3月1日       | 惜別・指のない焼死体!               | 塙五郎            | 村山新治   | 佐々木剛｜岸田奈帆子｜吉岡ひとみ、土山登士幸｜山川光一、朝倉一、金子勝美｜高野隆志、小甲登枝恵、小山勤、宮代光子｜日夏紗斗子／高瀬将敏(技斗)｜田中浩／森山周一郎(ナレーター) |                                                                                                 |
| 49   | 3月8日       | 時効5分前のチャップリン!            | 江連卓            | 天野利彦   | 多々良純｜早川絵美｜萩原信二｜河合絃司、久地明、北川陽一郎、梅原正樹、本多洋子、降旗慶一、浅川かがり｜勝部演之 |                                                                                                 |
| 50   | 3月15日      | 兇弾・ 神代夏子死す!                | 長坂秀佳          | 佐藤肇     | 宮口精二｜岸田奈帆子、佐々木剛｜日夏紗斗子、滝波錦司、山田禅二｜和田恵利子、佐川二郎、榎本英一／高瀬将敏(技斗)｜高野隆志、鳥井真弓、加瀬悦孝／森山周一郎(ナレーター)｜伴直弥、幸田宗丸｜今井健二、南道郎｜南美江 |                                                                                                 |
| 51   | 3月22日      | 凶弾II・ 面影に手錠が光る!          | 長坂秀佳          | 佐藤肇     | 伴直弥｜岸田奈帆子、根岸一正｜高杉玄、橋爪真知子、団巌｜蔵内秀樹、南健、本目雅昭、塚本徳武｜小山勤、小野田直正、佐々木正、大栗清史｜日夏紗斗子／高瀬将敏(技斗)｜横森久／森山周一郎(ナレーター)｜今井健二、南道郎｜宮口精二 |                                                                                                 |
| 52   | 3月29日      | 羽田発・ 犯罪専用便329!             | 井口真吾          | 須川栄三   | 横光克彦｜江崎英子、片山由美子｜岩尾正隆、ライナー・ゲッスマン、グラハム・レビィー｜飯田誠、ユセフ・オスマン、ジャック・ローランド｜菅原一高、池上明治、平井一幸、飯田隼人｜日夏紗斗子／高瀬将敏(技斗)｜山本昌平／森山周一郎(ナレーター) | 桜井刑事、ワシントン日本大使館派遣 紅林刑事加入                                                 |
| 53   | 4月5日       | 背番号のない刑事!                   | 塙五郎            | 村山新治   | 泉晶子｜森山周一郎｜沢木慶瑞、相馬剛三、此島愛子｜新城美奈子、仲塚康介、佳島由季、三島一夫｜木村修、山浦栄、美原亮三／東映演技研修所｜戸塚晴美、吉宮真一、大栗正史、永沢日昭／高瀬将敏(技斗)｜日夏紗斗子／吉澤一彦(アナウンサー)｜中台祥浩／中江真司(ナレーター)                                                                                         | 橘刑事加入。 OP、アイキャッチ、次回予告パターン変更                                             |
| 54   | 4月12日      | ナーンチャッテおじさんがいた!       | 長坂秀佳          | 天野利彦   | 今福正雄｜矢野間啓二、田中恵美｜阿藤海、富永啓一、伊藤正博｜井上三千男、山田光一、藤竹修、菊地太｜今市陽一、小山勤、宇野壬麻、よしあきじゅん｜成瀬静江、尾崎ますみ、薄田真弓／高瀬将敏(技斗)｜中庸介、日夏紗斗子｜小鹿番／中江真司(ナレーター) |                                                                                                 |
| 55   | 4月19日      | アリバイ・駈けこんで来た女!         | 本田英郎          | 野田幸男   | 二宮さよ子、林ゆたか、秋元羊介、桐原信介、上野綾子、白川靖雄、工藤智彰、大栗清史、猪股裕子、石川文彦、高野真二、藤原釜足 |                                                                                                 |
| 56   | 4月26日      | 絞殺魔・ノクターンが呼ぶ街!         | 江連卓            | 佐藤肇     | 三木敏彦、鳥居恵子、坂本長利、石井宏明、根本嘉也、土屋靖雄、桐島好夫、五野上力、比良元高、小甲登枝恵、高野隆志、舟久保信之、山形政彦、安藤義則、藤田博美、市川悦子、小林満喜子、村上洋美、石浜朗 |                                                                                                 |
| 57   | 5月3日       | 改造拳銃・失われたロック!           | 松本功            | 村山新治   | 星正人、南条弘二、大関優子、成瀬正、河合絃司、岩城力也、田川勝雄、花原照子、亀山達也、畑中猛重、上坂努、寒川蔵雄、摂祐子、杉真由美、山本洋子、北原寛三、南健、杉欣也、山田禅二、外山高士 |                                                                                                 |
| 58   | 5月10日      | 緊急手配・悪女からのリクエスト!     | 塙五郎            | 野田幸男   | 沢井桃子、星野晶子、藤竹修、小甲登枝恵、佐川二郎、会田由来、田口和政、根本節子、弘中実加、満中志保、小池栄、森塚敏 |                                                                                                 |
| 59   | 5月17日      | 制服のテロリスト達!                 | 大野武雄          | 天野利彦   | 佐藤仁哉｜磯村健治、渡辺やよい｜伊藤高、倉地雄平、皆川明男｜久保田鉄男、仙波和之、永谷悟一、菊地太｜小松陽太郎、永井正、佐藤倉雄、徳田雅之｜藤田栄一、正村隆治、赤石富和、西崎友亮／高瀬将敏(技斗)｜早川雄三、日夏紗斗子｜深江章喜／中江真司(ナレーター)                                                                                                 |                                                                                                 |
| 60   | 5月24日      | シェパードだけが知っていた!         | 古田求            | 佐藤肇     | 吉田次昭、斉藤真、平山洋子、小川露里、松尾文人、愛川弥寿子、村松美枝子、木村修、溜健二、野本博、上林恭子、飯沼忠司、今市陽一、広渡淳、吉宮真一、木村栄、浅川かがり |                                                                                                 |
| 61   | 5月31日      | 目撃・髪を残した女!                 | 押川国秋          | 村山新治   | 島かおり、西田健、桜井浩子、池上明治、高間智子、野見山夏子、折原啓子 |                                                                                                 |
| 62   | 6月7日       | ラジコン爆弾を背負った刑事!         | 長坂秀佳          | 天野利彦   | 根岸一正、岡本麗｜椎谷健治、女鹿智子｜久保田鉄男、吾桐芳雄、トニー・ダイヤ｜田中明夫｜神田隆、井上博一｜日夏紗斗子／高瀬将敏(技斗)｜久富惟晴／中江真司(ナレーター) |                                                                                                 |
| 63   | 6月14日      | 痴漢・ 女子大生被害レポート!        | 八幡史朗          | 村山新治   | 島本須美｜野川愛、力石孝｜進藤幸、五野上力、皆川明男｜池上明治、佐野美智子、郡司幸子／高瀬将敏(技斗)｜松木路子／中江真司(ナレーター)｜徳永街子、日夏紗斗子｜佐原健二 |                                                                                                 |
| 64   | 6月21日      | 牛肉闇ルート殺人事件!               | 松本功            | 野田幸男   | 藤田栄一、織田あきら、早川絵美、東郷晴子、大浜詩郎、守屋俊志、山田禅二、天草四郎、田川勝雄 |                                                                                                 |
| 65   | 6月28日      | 深夜DJ・情死を売る女!               | 塙五郎            | 村山新治   | 遠藤剛、榎本英一、山田貴光、石川武士、平井一幸、赤座美代子、武井一仁、吉田照義、竹井みどり、大竹文、正村隆治、野見山夏子、柄沢英二、山本理恵、会田由来、戸塚晴美、朝倉一、木村修、吉川潤子、山浦栄、南祐輔、有川博 |                                                                                                 |
| 66   | 7月5日       | 判決・毒薬を盛った女!               | 本田英郎          | 松尾昭典   | 藤田美保子、立花一男、晴海勇三、榊原るみ、田川勝雄、若尾哲平、町田祥子、桐島好夫、森みどり、菊地太、安部徹、近藤宏、矢野宣、日野道夫、岡部正純、川合伸旺、浅見小四郎、浜田寅彦、菅貫太郎 |                                                                                                 |
| 67   | 7月12日      | 判決II・自白を翻した女!             | 本田英郎          | 松尾昭典   | 原ひさ子、榊原るみ、若尾哲平、伊藤慶子、山本相時、町田祥子、浦山紀子、奥野匡、野崎久美子、岡部正純、木村栄、浅見小四郎、岩城力也、安部徹、晴海勇三、日野道夫、増田順司、浜田寅彦、近藤宏、菅貫太郎、川合伸旺、藤田美保子 |                                                                                                 |
| 68   | 7月19日      | 誘拐・ 東京-函館縦断捜査!           | 塙五郎            | 佐藤肇     | 天津敏、鳥居恵子、有吉ひとみ、倉地雄平、梅原正樹、五野上力、佐野光洋、八百原寿子、村松美枝子、寒川蔵雄、小山昌幸、飯沼忠司、佐野美智子、中原晴子、小野田正直、中江真司(ナレーター)、高瀬将敏(技斗)、吉田義夫、中田博久、日夏紗斗子、三田登喜子、石山律雄                                                                                                 | 協力:太洋不動産興業株式会社、大沼太洋ホテル、太洋大沼カントリークラブ、日本沿海フェリー、全日空 |
| 69   | 7月26日      | 誘拐II・ パニック イン・函館!       | 塙五郎            | 佐藤肇     | 鳥居恵子、有吉ひとみ、倉地雄平、梅原正樹、富田雅美、高瀬将嗣、小野田正直、中江真司(ナレーター)、高瀬将敏(技斗)、天津敏、日夏紗斗子、中田博久、石山律雄 | 協力:太洋不動産興業株式会社、大沼太洋ホテル、太洋大沼カントリークラブ、全日空                   |
| 70   | 8月2日       | スパイ衛星が落ちた海!               | 長坂秀佳          | 村山新治   | 結城しのぶ｜南条弘二｜渡部雅人、日夏紗斗子｜久地明、広京子、グラハム・レビィー、ブライアン・ヘッヂャー｜浅見正、今井久、溜健二、吉沢勝、山浦栄｜細野輝利、高橋晴雄、小林満喜子、西崎友亮、工藤あかね｜浦辺粂子／高瀬将敏(技斗)｜野口ふみえ／中江真司(ナレーター)｜中丸忠雄                                                                               | 協力:西伊豆堂ヶ島小松ビューホテル、西伊豆町観光協会                                             |
| 71   | 8月9日       | 恐怖のタクシードライバー!           | 松本功 山田正人   | 村山新治   | 粟津號、沢田勝美、泉じゅん、田中幸四郎、田川勝雄、小松陽太郎、松尾文人、小甲登枝恵、佐川二郎、石井宏明、福岡正剛、佐々木すみ江 |                                                                                                 |
| 72   | 8月16日      | 指名手配・再会した女!               | 横山保朗          | 天野利彦   | 田中真理、金井進二、相馬剛三、加瀬悦孝、根本嘉也、宍倉るみ、藤竹修、鳥巣哲生、原田千枝子、高野隆志、比良元高、榎本英一、福岡康裕、生江和夫、寒川蔵雄、阿部義男、細谷有喜子、伊東淳次、八名信夫、松山照夫 |                                                                                                 |
| 73   | 8月23日      | 蝶が舞う殺人現場!                   | 大野武雄          | 天野利彦   | 綿引洪、西川明、植木まり子、力石孝、大江徹、加地健太郎、永谷悟一、矢口純、池上明治、大家博、大谷元秀、三沢もとこ、吉田照義、吉宮真一、岸川洋美、山科ゆり、山田禅二、平田守 |                                                                                                 |
| 74   | 8月30日      | 死体番号044の男!                    | 長坂秀佳          | 佐藤肇     | 剣持伴紀｜吉岡ひとみ、水野哲｜矢野間啓二、神谷政浩、成瀬正孝｜ミノー・ハンソチャー、エロール・ユセフ、伊藤健、山川佳代子｜大栗正史、工藤智彰、川辺太一郎、吉田紀人｜日夏紗斗子／高瀬将敏(技斗)｜山本清／中江真司(ナレーター) |                                                                                                 |
| 75   | 9月6日       | 面影・密告してきた女!               | 井口真吾          | 佐藤肇     | 中島ゆたか、渡辺やよい、阿藤海、北見敏之、河合絃司、山田光一、五野上力、佐川二郎、村松美枝子、塚本武徳、木村勲、大門立花、大館光信、徳田雅之、今井健二、杉江廣太郎、森次晃嗣 |                                                                                                 |
| 76   | 9月13日      | 妻が凶器を振るうとき!               | 押川国秋          | 天野利彦   | 磯村みどり、荒谷公之、小池雄介、田川勝雄、大原和彦、山田光一、高野隆志、比良元高、原田清人 |                                                                                                 |
| 77   | 9月20日      | 挑戦I・ おじさんは刑事だった!       | 石松愛弘          | 村山新治   | 野際陽子｜伊藤洋一、日夏紗斗子｜結城なほ子、畑中猛重、田中力也｜内田朝雄｜守屋俊志、浜田晃｜山岡徹也／高瀬将敏(技斗)｜御木本伸介／中江真司(ナレーター) |                                                                                                 |
| 78   | 9月27日      | 挑戦II・ 僕はおじさんを許さない!    | 石松愛弘          | 村山新治   | 野際陽子｜伊藤洋一、日夏紗斗子｜久地明、結城なほ子、田中力也｜高瀬将嗣、浅見正、石川武、宮地謙吾｜岡幸四郎、佐々木孝、熊沢一美、山田毅／高瀬将敏(技斗)｜内田朝雄｜守屋俊志、浜田晃｜山岡徹也／中江真司(ナレーター)｜御木本伸介 |                                                                                                 |
| 79   | 10月4日      | 挑戦III・ 十三歳の旅立ち!           | 石松愛弘          | 村山新治   | 野際陽子｜伊藤洋一、小野恵子｜日夏紗斗子、米沢公美子、謝秀容、松尾文人｜神田正夫、桐島好夫、宮城健太狼、村松美枝子｜菊地太、高瀬将嗣、梅原正樹、岡幸次郎、宮地謙吾｜石川武、浅見正、吉宮慎一、阿部義男、小野田直正｜熊沢一美、佐々木孝、山田毅、栗林抄子／高瀬将敏(技斗)｜山岡徹也／中江真司(ナレーター)｜斉藤真、上月左知子｜守屋俊志、浜田晃｜内田朝雄 |                                                                                                 |
| 80   | 10月11日     | 新宿ナイト・イン・フィーバー        | 長坂秀佳          | 佐藤肇     | 赤塚真人｜佐野厚子｜日夏紗斗子、仙波和之、船渡伸二｜上野綾子、大村千吉、関山耕司、逗子とんぼ、木村修｜比良元高、野本博、平井一幸、舟久保信之、皆川明男｜佐藤吉蔵、中原京美、福岡康裕、吉田照義、内藤剛志｜大蔵晶、小出泰啓、薄田拓己、鵜川貴範、島寛治｜関敬六｜上原美佐／高瀬将敏(技斗)｜太刀川寛／中江真司(ナレーター)                                 |                                                                                                 |
| 81   | 10月18日     | 女逃亡犯25時!                       | 本田英郎          | 天野利彦   | 町田祥子｜西川明｜水沢有美、日夏紗斗子｜森みつる、山本緑｜高野隆志、近藤マリ／高瀬将敏(技斗)｜八木孝子｜石井宏明、岩城力也｜潮建志／中江真司(ナレーター) |                                                                                                 |
| 82   | 10月25日     | 望郷殺人 カルテット!                | 大野武雄          | 村山新治   | 津山登志子｜内田喜郎、鶴間エリ｜内堀和晴、日夏紗斗子｜山浦栄、菊地太、小甲登枝恵、山本相時、小林松海、村木勲、杉欣也、永沢日和、榎本隆俊、星野雅美、横山一久、近藤秀樹｜水原麻記／高瀬将敏(技斗)｜早川雄三／中江真司(ナレーター)｜夏夕介 |                                                                                                 |
| 83   | 11月1日      | 凶悪の ラブハンター!                | 塙五郎            | 村山三男   | 結城しのぶ｜寺泉哲章、土門峻｜鮎川浩、北見敏之、山田禅二、夏木章、河合絃司、橘田良江、田川勝雄、伊藤正博、今関淳子、高瀬将嗣、大矢甫、寒川蔵雄、生江和夫、熊沢一美、小野田直正、戸塚晴美／高瀬将敏(技斗)｜絵沢萠子／中江真司(ナレーター) |                                                                                                 |
| 84   | 11月8日      | 記憶のない 毒殺魔!                  | 塙五郎            | 天野利彦   | 井川比佐志｜赤座美代子｜松木路子、日夏紗斗子｜池田道枝、桐島好夫、五野上力｜久木念、徳田雅之、前田敬、小林満喜子／高瀬将敏(技斗)｜郡司幸子、渡辺恵美子、鵜川貴範、大久保純／中江真司(ナレーター)｜杉江廣太郎、剣持伴紀 |                                                                                                 |
| 85   | 11月15日     | 死刑執行 0秒前!                     | 長坂秀佳          | 天野利彦   | 桑山正一｜朝加真由美、清水めぐみ｜河原裕昌、小沢重雄｜日夏紗斗子、山口譲、井原啓介｜高野隆志、小甲登枝恵／高瀬将敏(技斗)｜月丘千秋／中江真司(ナレーター)｜菅貫太郎 |                                                                                                 |
| 86   | 11月22日     | 死んだ男の赤トンボ!                 | 長坂秀佳          | 佐藤肇     | 西村晃｜榊ひろみ｜森秋子、堀礼文、日夏紗斗子｜弘松三郎、野口元夫、田中筆子｜外野村晋、奥村公延、相馬剛三｜阪本良介、若尾義昭、尾崎ますみ、夏川大輔、佐川二郎｜伊藤正雄、平井一幸、大栗清史、阿部義男、大門立花｜古矢順一郎、一戸円佳、石井かおり、福田峰人／高瀬将敏(技斗)｜柳川慶子／中江真司(ナレーター)                                               |                                                                                                 |
| 87   | 11月29日     | 母・殺意のカンバス!                 | 押川国秋          | 村山新治   | 小山明子｜佐藤仁哉｜新井和夫、岩城力也、朝倉一、菊地太、村松美枝子、永野佐武郎、鎌田功、高杉玄、加藤和夫 |                                                                                                 |
| 88   | 12月6日      | 私だけの三億円犯人!                 | 塙五郎            | 天野利彦   | 浅野真弓｜倉地雄平、日夏紗斗子｜河合絃司、本間文子、永谷悟一｜田川勝雄、仲塚康介、梅原正樹、久木念｜山田貴光、中山恵子、高野隆志、小甲登枝恵、美原亮三｜八百原寿子、大家博、村木勲、浅香久美子／高瀬将敏(技斗)｜小栗一也／中江真司(ナレーター)｜小坂一也                                                                                                 |                                                                                                 |
| 89   | 12月13日     | パトロール婦警狙撃事件!             | 押川国秋          | 野田幸男   | 早瀬久美｜酒井昭、原田力、松井紀美江、藤竹修、榎本英一、笹入舟作｜宗方奈美、阪上和子｜中田博久／中江真司(ナレーター)｜泉晶子 |                                                                                                 |
| 90   | 12月20日     | ジングルベルと銃声の街!             | 長坂秀佳          | 佐藤肇     | 内田喜郎｜渡辺やよい、竹井みどり｜秋元羊介、小松陽太郎、高橋仁、根本嘉也｜井原啓介、三紀輝幸、小野田直正、段雄司／高瀬将敏(技斗)｜ダニー石尾、志賀正浩、岩渕一喜(友情出演)｜鮎川浩、青木和子｜日夏紗斗子、伊達三郎｜林ゆたか／中江真司(ナレーター) |                                                                                                 |
| 91   | 12月27日     | 交番ジャック・4人だけの忘年会!      | 大野武雄          | 村山三男   | 大関優子、風戸佑介｜土門駿、宮田明、藤沢幸彦｜小島光貴、石原由紀子、山本緑、逗子とんぼ｜山口譲、中沢勇志、鵜沢秀行、溜健二｜福岡康裕、徳田雅之、小林佳代、渡辺康司｜日夏紗斗子、夏木章｜成川哲夫／高瀬将敏(技斗)｜武藤英司／中江真司(ナレーター) |                                                                                                 |
| 92   | 1979年1月3日 | 白い小さな訪問者!                   | 有馬泉            | 村山新治   | 三木敏彦｜田中幸四郎、森川誠、二階堂千寿、石井宏明、田代信子、菅沼赫、有田麻里、山田光一、北川陽一郎、伊藤正博、下川江那、木村修、伊藤慶子、五野上力、郡司幸子、永井正、小杉容子、富田雅美／高瀬将敏(技斗)｜奥村公延、日夏紗斗子｜松木路子／中江真司(ナレーター)｜北林早苗                                                                               |                                                                                                 |
| 93   | 1月10日      | 頭蓋骨を愛した女!                   | 藤井邦夫          | 野田幸男   | 赤座美代子｜南祐輔、佐々木敏、田川勝雄、晴海勇三、花原照子、皆川明男、吉宮慎一、本多洋子／高瀬将敏(技斗)｜河津清三郎｜大森義夫、河村弘二｜山岡徹也、三谷昇｜勝部演之／中江真司(ナレーター) | 神代警視正、この回よりICPOに出向。                                                              |
| 94   | 1月17日      | 恐怖のテレホン・セックス魔!         | 長坂秀佳          | 天野利彦   | 西田健｜八木孝子｜日夏紗斗子、佐古正人、柏木隆太｜網田麻澄、川北明理、松井範雄、小川隆一｜山川佳代子、中村由貴子、吉川弘美、刈田公、文屋珠子｜風見章子｜斉藤真／高瀬将敏(技斗)｜有川博／中江真司(ナレーター) |                                                                                                 |
| 95   | 1月24日      | 爆破魔・傷だらけのアイドル!         | 押川国秋 荒木芳久 | 村山新治   | 浅野真弓｜吉田次昭｜桜井浩子、日夏紗斗子｜山田禅二、山浦栄、村松美枝子、飯島洋子、吉田照義、大館光信、石川洋子、三谷幸夫／高瀬将敏(技斗)｜守屋俊志、平泉征｜川合伸旺／中江真司(ナレーター)｜岡田英次 |                                                                                                 |
| 96   | 1月31日      | 強奪・花のスーパー・ヤング!         | 大原清秀          | 佐藤肇     | 森塚敏｜沢井孝子、河原裕昌、菊地太、進藤幸、高瀬将嗣、松尾文人、永谷悟一、榎本英一、平光琢也、白貝真理子、木村勲、熊沢一美、古賀比呂志、菅沼喜八郎／高瀬将敏(技斗)｜村田知栄子｜増田順司／中江真司(ナレーター)｜殿山泰司 |                                                                                                 |
| 97   | 2月7日       | 追跡I・白銀に消えた五億円!          | 長坂秀佳          | 天野利彦   | 青木義朗｜鳥居恵子｜橘麻紀｜小林稔侍、日夏紗斗子｜ミッチー・ラブ、相馬剛三｜梅原正樹、小野田正直、大門立花｜中江真司(ナレーター)、高瀬将敏(技斗) | 神代警視正、ICPOより一時帰国。 協力:北海道 白い恋人たちの世界 大和ルスツスキー場                |
| 98   | 2月14日      | 追跡II・愛と死の大雪原!             | 長坂秀佳          | 天野利彦   | 青木義朗｜鳥居恵子｜橘麻紀｜福田公子｜小林稔侍、日夏紗斗子｜ミッチー・ラブ、相馬剛三｜岩城力也／高瀬将敏(技斗)、中江真司(ナレーター) | 協力:北海道 白い恋人たちの世界 大和ルスツスキー場                                               |
| 99   | 2月21日      | 悲劇のシンデレラ・復讐0秒前!        | 長坂秀佳          | 松尾昭典   | ジャネット八田｜伊豆肇、細川俊夫｜浜田晃、弘松三郎、川瀬香織、松沢勇虫、田川勝雄、桑原恵子、山本相時、山田光一、町田祥子／中江真司(ナレーター) | 神代警視正、この回より再びICPOに出向。                                                          |
| 100  | 2月28日      | レイプ・十七歳の記録!               | 大野武雄          | 野田幸男   | 石原初音｜根岸一正、長尾深雪、酒井昭、野口元夫、田中力也、升本泰造、山中泰介、岡美佐緒｜金井進二、阿部百合子｜稲垣昭三／高瀬将敏(技斗)｜池田鴻／中江真司(ナレーター)｜長門裕之(友情出演) | 蒲生警視、特命課相談役に赴任。                                                                  |
| 101  | 3月7日       | 拳銃哀歌I・ 狼たちは跳んだ!         | 大野靖子          | 村山三男   | 内田良平｜阪本良介、岐邑美沙子｜三角八郎、堀勉、日夏紗斗子｜中真千子、志麻哲也、山田光一｜吉宮慎一、石川武、前島良行／高瀬将敏(技斗)｜金子好秀、大館光信、高橋薫、伊藤竜次／中江真司(ナレーター)｜月丘千秋、工藤明子｜黒部進、藤江リカ｜南原宏治、近藤宏｜長門裕之(友情出演)                                                                             |                                                                                                 |
| 102  | 3月14日      | 拳銃哀歌II・ 狼たちの決算!          | 大野靖子          | 村山三男   | 内田良平｜阪本良介、岐邑美沙子｜黒部進、内田勝正、堀勉｜日夏紗斗子、中真千子、夏木章、志麻哲也｜伊藤慶子、高野隆志、美原亮三、高橋薫、武藤寿美｜南原宏治｜工藤明子、藤江リカ｜月丘千秋／高瀬将敏(技斗)｜近藤宏／中江真司(ナレーター)｜長門裕之(友情出演)                                                                                                 |                                                                                                 |
| 103  | 3月21日      | 帰ってきた スキャンダル刑事!I       | 塙五郎            | 野田幸男   | 弓恵子｜山科ゆり、ナンシー・チェニー｜平野稔、ピエル・カラメロ、ウィリー・ドーシィー｜久地明、三崎奈美、大栗清史｜木村修、フレッド・ボサート、ジャーマン・ウェイトマン、シーレン・ウェイトマン｜生江和夫、大家博、寒川蔵雄、大門立花｜長門裕之(友情出演)｜ジェリー伊藤／高瀬将敏(技斗)｜日夏紗斗子／中江真司(ナレーター)｜蟹江敬三、中田博久｜藤岡弘     |                                                                                                 |
| 104  | 3月28日      | 帰ってきた スキャンダル刑事!II      | 塙五郎            | 野田幸男   | 弓恵子｜ナンシー・チェニー、日夏紗斗子｜ピエル・カラメロ、ウィリー・ドーシィー｜フレッド・ボサート、トレサ・フォーレンクス、レスリー・グラッター、大栗清史｜長門裕之(友情出演)｜蟹江敬三、福岡正剛｜奥野匡／高瀬将敏(技斗)｜ジェリー・伊藤／中江真司(ナレーター)｜藤岡弘                                                                                 | 桜井刑事、特命課に再配属。 蒲生警視、特命課相談役としては最終出演。                             |